# Zwiad Gamsachurdia
Zwiad Gamsachurdia (gruz. ზვიად გამსახურდია ur. 31 marca 1939 w Tbilisi, zm. 31 grudnia 1993 w Dżichaskari) – gruziński polityk pochodzenia megrelskiego, pierwszy wybrany w wolnych wyborach prezydent Gruzji.

## Życiorys

### Działalność opozycyjna
Z wykształcenia filolog, był synem znanego pisarza Konstantina Gamsachurdii. W 1957 po raz pierwszy został aresztowany za prowadzenie antykomunistycznej agitacji, dwa lata później – za bójkę z milicjantem. W 1976 wstąpił do założonej przez Meraba Kostawę Grupy Helsińskiej w Tbilisi. Organizacja ta została rozbita przez KGB w 1977, a Gamsachurdia trafił na krótko do więzienia. Wysłany do Moskwy, po dwumiesięcznym śledztwie zgodził się wystąpić publicznie w dzienniku telewizyjnym „Wriemia” i odwołać głoszone wcześniej poglądy. Został wówczas zatrudniony w Instytucie Literatury Gruzińskiej w Tbilisi. Wrócił do działalności opozycyjnej, publikował w samizdacie eseje poświęcone zagadnieniu wolności wyznania. Od początku pieriestrojki angażował się także w organizację pikiet, protestów i demonstracji. Obok Meraba Kostawy, zwolnionego w 1988 z więzienia, stał się przywódcą gruzińskiej opozycji antyradzieckiej. Metody działania zwolenników Gamsachurdii systematycznie się radykalizowały. Opozycjoniści organizowali strajki w najważniejszych zakładach przemysłowych, masowe manifestacje i blokady tras przelotowych.
Był organizatorem bloku opozycyjnego „Okrągły stół — Wolna Gruzja”. Opowiedział się za udziałem w wolnych wyborach parlamentarnych w 1990 wbrew stanowisku części współpracowników (np. Gii Czanturii), którzy twierdzili, iż organizacja wyborów nie oznacza odzyskania suwerenności przez Gruzję. Kierowana przez Gamsachurdię koalicja odniosła zwycięstwo, uzyskując 54% głosów, zdobywając 81 mandatów z list wyborczych i 74 mandaty w okręgach jednomandatowych.

### Prezydent

#### Objęcie prezydentury
14 listopada Rada Najwyższa Gruzińskiej Socjalistycznej Republiki Radzieckiej zmieniła nazwę państwa na „Republika Gruzińska”, zaś na jej przewodniczącego wybrany został Gamsachurdia. 9 kwietnia 1991 parlament gruziński ogłosił niepodległość Gruzji. Pięć dni później na pierwszego prezydenta państwa wybrany został Zwiad Gamsachurdia. Zaapelował on do obywateli, by reprezentowali wobec ZSRR postawę „cywilnego i narodowego nieposłuszeństwa”, jak również ogłosił, że nowo powstałe państwo pozostaje w stanie wojny ze Związkiem Radzieckim z powodu obecności wojsk radzieckich w Osetii Południowej oraz popierania separatyzmu osetyjskiego przez Rosjan.
Gamsachurdia pewnie wygrał prezydenckie wybory powszechne w maju 1991, uzyskując 86,41% głosów.

#### Polityka Gamsachurdii jako prezydenta
W swojej polityce oparł się na hasłach nacjonalistycznych ("Gruzja dla Gruzinów"), mówiąc nie tylko o całkowitym uniezależnieniu się od Rosji, ale także o ograniczeniu praw mniejszości narodowych. Wspierał działalność Gruzińskiego Kościoła Prawosławnego, osobiście angażował się w przekonywanie muzułmańskich mieszkańców Adżarii do przyjęcia prawosławia, apelował o zamykanie meczetów i adaptowanie ich na cerkwie.
Jak pisze Wojciech Materski, analizując politykę prezydenta i jego najbliższego otoczenia:

Głoszono, że prezydent jest jednym z najwybitniejszych polityków świata, że to właśnie Gruzja obaliła komunizm, rozbiła sowieckie imperium, dała początek przemianom w Europie Środkowo-Wschodniej. Zapewne prezydent rzeczywiście wierzył w swą pozycję światowego męża stanu, wyroczni we wszystkich sprawach

Po objęciu urzędu prezydenckiego Gamsachurdia usiłował zapanować nad chaosem w życiu politycznym kraju, w szczególności nad działającymi w Gruzji organizacjami paramilitarnymi, z których najważniejsza była grupa Dżaby Joselianiego Mchedrioni. Przeciwwagą dla organizacji miała stać się formowana przez prezydenta Gwardia Narodowa. Prezydent usiłował także nie dopuścić do uwłaszczania się byłych wysokich funkcjonariuszy partyjnych i państwowych, jednak jego działania w tym kierunku były źle zorganizowane. Po puczu moskiewskim Gamsachurdia zdelegalizował Komunistyczną Partię Gruzji i pozbawił komunistycznych deputowanych ich mandatów.

#### Odsunięcie od władzy
Styl sprawowania władzy przez Gamsachurdię ewoluował coraz wyraźniej w kierunku rządów autorytarnych. Coraz silniejsza była opozycja antyprezydencka, do której w sierpniu 1991 dołączył, po złożeniu manifestacyjnej dymisji, premier Tengiz Sigua, a następnie przywódca Gwardii Narodowej Tengiz Kitowani. Opozycja żądała od prezydenta dymisji, na co ten odpowiadał oskarżeniami o zdradę państwa i popieranie Rosji. We wrześniu 1991 opozycja zaczęła organizować uliczne wiece antyprezydenckie, zaś jego zwolennicy, określani jako zwiadziści, odpowiadali, zwołując kontrdemonstracje. 2 września i 16 września 1991 Milicyjne Oddziały Specjalnego Przeznaczenia, wierne prezydentowi, rozpędziły opozycje mityngi. W rezultacie w drugiej połowie miesiąca w Tbilisi zaczęły się walki uliczne między zwolennikami i przeciwnikami Gamsachurdii.
W listopadzie 1991 Gamsachurdia ogłosił nacjonalizację całego majątku wszystkich sił zbrojnych stacjonujących w Gruzji, przez co zamierzał usunąć z kraju rosyjskie jednostki wojskowe. Wobec słabości państwa był to jednak wyłącznie pusty gest. W grudniu walka między prezydentem a opozycją przybrała jeszcze na sile, a obie strony przygotowywały się do konfrontacji zbrojnej, zakupując sprzęt wojskowy z dawnych radzieckich baz. Opozycji sprzęt wojskowy udostępniała Rosja, której obalenie Gamsachurdii, reprezentującego konsekwentnie antyrosyjskie stanowisko, było na rękę. Doszło do regularnych walk o centralną dzielnicę Tbilisi; ostatnią placówką sił wiernych Gamsachurdii stał się budynek parlamentu. 4 stycznia 1992 z tego właśnie obiektu, po jego podpaleniu przez oddziały opozycyjne, prezydent zbiegł do Armenii, a stamtąd do Czeczenii. Władza w Gruzji przeszła w ręce Rady Wojskowej. Zwiadziści wycofali się na obszar Megrelii, gdzie Gamsachurdia był powszechnie popierany. Z wojny domowej między Gruzinami skorzystali wówczas separatyści abchascy, ogłaszając w czerwcu 1992 niepodległość prowincji.
Gamsachurdia, przebywając w Czeczenii, nie pogodził się z odsunięciem od władzy. Nowe wybory parlamentarne w październiku 1992 i wybory przewodniczącego parlamentu (o kompetencjach de facto prezydenckich) uznał za nieważne i zaapelował do społeczności międzynarodowej o ich nieuznawanie.

#### Powrót do Gruzji
Latem 1993 Gamsachurdia zdecydował się na powrót do kontrolowanej przez jego zwolenników Megrelii. Miał nadzieję na obalenie przewodniczącego parlamentu Eduarda Szewardnadze dzięki sprowokowaniu powstania narodowego i wykorzystanie faktu, że Szewardnadze zajmował się głównie próbą odzyskania kontroli nad Abchazją. Jesienią tego samego roku ofensywa wiernych mu wojsk osiągnęła Poti (2 października) i Samtredię (17 października). Szewardnadze na nowo uzyskał wtedy pomoc rosyjską. Oddziały zwiadzistów zostały rozbite; były prezydent zbiegł do Abchazji (która zdążyła już de facto wyodrębnić się z Gruzji). 31 grudnia 1993 zmarł w bliżej nieznanych okolicznościach w Chibula. Jako przyczynę zgonu wymienia się brak insuliny (Gamsachurdia chorował na cukrzycę), samobójstwo, morderstwo.
Jego żoną była Manana Arczwadze.
26 października 2013 roku pośmiertnie został odznaczony orderem Narodowy Bohater Gruzji